# عالم نيوزيلندا
يتكون عالم نيوزيلندا من كامل المنطقة التي يعمل فيها ملك نيوزيلندا كرئيس للدولة. ولا يعد عالم نيوزيلندا شكل من أشكال الفيدرالية. بل هي مجموعة من الدول والأقاليم المتحدة تحت حُكم ملكها. نيوزيلندا دولة مستقلة وذات سيادة. لديها مطالبة إقليمية واحدة في القارة القطبية الجنوبية (منطقة روس) ، وإقليم واحد تابع (توكيلاو)، ودولتان مرتبطتان (جزر كوك ونيوي). يشمل عالم نيوزيلندا الولايات القضائية المستقلة الثلاث لنيوزيلندا وجزر كوك ونيوي.